# 東北地方太平洋沖地震および津波のメカニズム

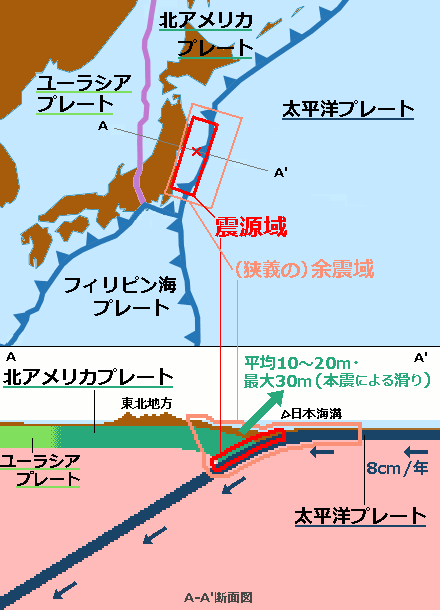
日本付近のプレートの分布および、本震震源域・余震域の分布とメカニズム

東北地方太平洋沖地震および津波のメカニズム（とうほくちほうたいへいようおきじしんおよびつなみのメカニズム）では、2011年3月11日に発生した東北地方太平洋沖地震と、地震によって誘発された津波のメカニズムについて説明する。

## 概要
| 地震                   | 断層長(km) | 断層幅(km) | 平均滑り 量(m) | 最大滑り 量(m) | Mw  |
| 1960年チリ地震         | 1000       | 200        | 25             | 40             | 9.5 |
| 2004年スマトラ島沖地震 | 1000       | 150        | 15             | 25             | 9.2 |
| 東北地方太平洋沖地震   | 400        | 200        | 10             | 50超           | 9.0 |
| 1923年関東地震         | 100        | 50         | 5              | 10             | 7.9 |
| 1995年兵庫県南部地震   | 50         | 15         | 2              | 2.4            | 7.0 |

東北地方太平洋沖地震は、2011年3月11日14時46分 (JST) に三陸沖（宮城県沖）を震源として発生した。震源の深さは約24キロ、地震の規模を示すマグニチュードはMw9.0であり、これまで日本国内で観測された地震の中で最も規模が大きく、世界的に見ても1900年以降に発生した地震の中では、1960年のチリ地震、1964年のアラスカ地震、2004年のスマトラ島沖地震に次ぎ、1952年のカムチャツカ地震と同規模であり、極めて規模の大きい超巨大地震であった。また、東北地方太平洋沖地震は東北日本が乗る陸側のプレートが、日本海溝に沈み込む太平洋プレートによって引きずられることに伴って蓄積したひずみが開放されることにより、太平洋プレートの上面で発生したプレート境界型地震である。
震源域となる断層領域は南北約400-500キロ、東西約150-200キロに及ぶが、マグニチュード9クラスの地震としてはすべり域が小さい。一方、宮城県沖の日本海溝海溝軸付近で局地的に推定50mを超える極めて大きなすべりが発生したと考えられ、これはこれまで観測された他の超巨大地震のすべりよりも遥かに大きい。地震によって大きくすべった東北日本が乗る陸側のプレートの海面下の変動によって、極めて大きな津波が発生し、東北地方の太平洋沿岸を中心として甚大な被害が発生した。そしてマグニチュード9の巨大地震は大きな地殻変動を引き起こし、東北日本が大きく東側に引っ張られ、また東北地方から関東地方の太平洋沿岸一帯の広い範囲が沈降した。地震後も地殻変動は続いており、これまで東西方向の圧縮力がかかっていたものが一転ひっぱられる力が働くようになったため、活発な余震活動や誘発地震活動が続き、火山活動の誘発も懸念されている。
日本地震学会地震予知検討委員会が2007年に刊行した「地震予知の科学」では、アスペリティモデルによって地震現象の理解が飛躍的に進み、同モデルに基づく地震発生の長期評価によって、将来どこでどのくらいの規模の大地震が発生するかについては想定ができているとした。しかし実際にはMw9.0という超巨大地震が、全く想定していなかった東北地方太平洋沖のプレート境界で発生してしまい、地震科学が社会にどのように貢献していくべきかとの自問とともに、2011年10月に行なわれた日本地震学会秋季大会は反省一色に包まれた。これまで東北地方の太平洋沖でマグニチュード9クラスの超巨大地震が発生することは全く想定されておらず、今までの地震学の進め方についての反省がなされるとともに、東北地方太平洋沖地震を始めとする超巨大地震のメカニズムについての研究が進められている。

## 東北日本のプレート活動と地震
東北地方太平洋沖の日本海溝には太平洋プレートが沈み込んでいる。地球上最大のプレートである太平洋プレートは日本列島の地下へと沈み込んでおり、東北地方太平洋沖地震はプレートの沈み込み帯で発生したプレート境界地震である。太平洋プレートは現在の東北地方の原型が形成された約1500万年前から沈み込みを続けている。また太平洋プレートの沈み込みによって上部マントルに形成されたマグマが噴出することによって、東北地方の火山が形成されており、東北地方の形成と太平洋プレートとの間には密接な関係がある。

### 東北日本の隆起と東北地方の形成

鮮新世後期 - 更新世前期 の日本列島

約2000万年以前、現在の東北地方を始め、日本列島はアジア大陸の辺縁に存在していたと考えられる。当時の日本列島の東では現在の日本海溝に太平洋プレートが沈み込んでおり、現在の南アメリカ大陸西岸のチリ周辺と似た環境であったと見られている。しかし約2000万年前頃から、東アジアの大陸地殻に地溝ができ始めた。地溝は拡大を続け、やがて海となり現在の日本海が形成されていった。日本海の拡大に伴って東北日本は反時計回りに回転しながらアジア大陸から分離して、約1500万年前までに約25度回転しながら南下し、ほぼ現在の位置に至った。
日本海の形成に伴い、日本列島は大陸から切り離されて現在の日本列島の祖形が誕生したが、日本海の形成に伴い、地殻が引き伸ばされたことが原因で広域な地盤沈下が発生した。約1500万年前、日本列島の広い範囲は海面下にあり、特に東北日本の大部分は水没していた。その後も東北日本には東西に引っ張られる力がかかっていたと考えられ、水没した状態が継続した。この時点で東北地方にかかる主な力は、北米プレート系の千島弧が北東方向から、そしてフィリピン海プレート系の伊豆小笠原弧が東北地方を含む東日本を南側から押す力であった。
約300万年前になって、日本列島のテクトニクスに大きな変化が起こった。東北日本ではこれまで東西に引っ張られる力が働いていたが、圧縮する力がかかるようになった。東北日本は東西から圧縮されるようになったため、水没した状態から一転して陸化が進み、現在の東北地方が形成されていった。この東北地方の東西方向からの圧縮とそれに伴う隆起は現在に至るまで継続していると考えられる。
これまで東西に引っ張られる力が働いていた東北日本が、なぜ約300万年前から圧縮する力がかかり隆起をするようになったのかについては、日本海溝に沈み込む太平洋プレートは、東北地方の新第三紀の火山噴出物の分析から、約1500万年前の東北日本の形成以後現在まで一貫して沈み込みを続けていたものと考えられている。そのため、アムールプレートの東進に伴う日本海東縁変動帯の形成が、東北日本にかかる力の大きな変化の主因と見なす説が有力視されている。なお、東西圧縮が優勢になったとはいえ、北米プレート系の千島弧やフィリピン海プレート系の伊豆小笠原弧が東北地方に作用する力が消滅したわけではなく、特に千島弧の動きは東北地方太平洋沖地震のメカニズムや地震後の余震に大きな影響を与えていると考えられる。

### 東北地方の東西圧縮と隆起・沈降
約300万年前からの東西方向からの圧縮によって隆起して陸地となった東北地方は、現在でも同様の地殻変動が継続しているものと考えられている。例えばリアス式海岸として知られる三陸海岸でも、海岸段丘の分布状態から過去12-13万年の間に約20-30メートル隆起していることが明らかになっている。つまりここ10万年あまり、三陸海岸は一年間に0.3ミリ以下というゆっくりとしたペースではあるものの、隆起が継続している。また、近年のGPSによる観測では東北日本の短縮が観測されており、現在も東西方向からの圧縮力がかかっていることが想定されている。
しかし現在の東北地方の東西圧縮と隆起の継続について否定的なデータもある。1894年（明治27年）に牡鹿半島の鮎川に設置されて以降、東北地方太平洋沿岸各地に験潮所が設けられている。中でも2011年時点で過去30年間のデータが揃っている験潮所は八戸、宮古、釜石、大船渡、鮎川、相馬、小名浜の7か所である。それら7か所の験潮所のうち、小名浜以外の6か所では海水面の上昇が確認されており、これは東北地方の太平洋沿岸のほぼ全域で沈降が起こっていることを示していると考えられる。また験潮所のデータ以外でも、1875年（明治8年）から開始された水準測量や近年のGPSによる観測でも東北地方太平洋沿岸の沈降が確認されている。
また、東西圧縮についても全てのデータが肯定的なものではない。1883年（明治16年）に陸地測量部によって開始された三角測量の計測値と、近年の国土地理院によるGPSを利用した計測値を比較してみると、ここ約100年間では東北地方の地殻はほぼ伸縮が見られないか、むしろ伸長している結果が得られている。つまり約300万年前から現在に至るまで継続していると考えられている、東北地方にかかっている東西方向の圧縮力とそれに伴う隆起について、実測によるデータではむしろ逆の結果が出ているという明らかな矛盾がある。
この東北地方で見られる実測値と地形学的な観察結果における地殻変動の違いは、東北地方太平洋沖地震の発生以前から問題とされていた。まず東西圧縮については近年のGPSによる観測では明らかに圧縮方向の力が働いているとのデータが得られているため、明治時代という古い時代に行なわれた三角測量による測定値の信頼性に疑問があるとの意見が出されている。また明治時代以降、東北地方には多くの地震が発生しており、それらの地震による地殻変動の積算によってたまたまこの100年間はほぼ伸縮がない状態ないしやや伸長した結果になったのであって、東北地方が必ずしも長期的に見て引き伸ばす方向の力が働いていることを示しているものではないとの説もある。
一方、海水面を基準とする験潮所のデータなどによって示された東北地方太平洋沿岸のほぼ全域で確認される沈降については、測定値の信頼性には問題はなく、実際に沈降を続けているものと考えられる。この現象の解釈には主に2通りの考え方がある。まず約300万年前から続いている東北地方の隆起現象は既に終了しているとの考え方である。しかしこの考え方には大きな難点がある。東北地方太平洋沿岸では、10万年あまり前の海岸線が隆起して海岸段丘を形成している。もし過去300万年間続いてきた隆起が終了して沈降が始まっていたとしたら、現在も海岸段丘として10万年あまり前の海岸線が内陸部に確認できることから、隆起から沈降への転換はかなり最近の出来事であると解釈せざるを得なくなる。しかし隆起から沈降への転換を想定させるような地形学的な証拠は全く見当たらない。
約300万年前から隆起が続いていると考えられる東北地方で、この約100年間では太平洋沿岸ほぼ全域で沈降が確認される現象の説明としては、約100年間というスパンでは観測されなかった、東北地方の太平洋沿岸を隆起させる地殻変動が存在することによるという考え方が一般的である。約100年間というスパンでは観測されなかった地殻変動は2種類考えられている。まず東北地方の太平洋沿岸に比較的近い場所で発生する未知の活断層による地震、もう一つは日本海溝沿いに発生するプレート間の未知の大規模すべりである。後者の可能性についていえば、未知のプレート間大規模すべりは必ずしも地震である必要はなく、また広範囲にわたって発生する大規模なすべりであるため、東北地方太平洋沿岸という広い範囲を隆起させる原動力となることが期待された。東北地方の太平洋沖では明治時代以降、1896年（明治29年）の明治三陸地震、1933年（昭和8年）の昭和三陸地震、1968年（昭和43年）の十勝沖地震などといったマグニチュード8クラスの地震が発生しているが、いずれの地震でも東北地方太平洋沿岸の隆起は観測されておらず、未知の大規模なプレート間のすべりが想定されるものの、その正体ははっきりとしていなかった。

### 東北地方太平洋沖で過去に発生した地震とアスペリティモデル
東北地方の太平洋沖では、これまでマグニチュード7クラスの地震が繰り返し発生していることが知られていた。例えば宮城県沖では1793年の寛政地震以降、マグニチュード7-8クラスの地震が30年－40年あまりの間隔で繰り返し発生しており、宮城県沖地震は前回は1978年に発生していたため、次回の宮城県沖地震の発生が切迫しているものと考えられていた。また宮城県沖地震のように繰り返し発生する地震の存在や、地震波の解析によって明らかとなった地震時の断層面すべりが大きな場所があることなどから、プレート間の固着が強く、地震発生時のすべりが大きいアスペリティと呼ばれる場所があることがわかってきた。
そして同一の場所で繰り返される地震は、アスペリティが単独または隣接するアスペリティを巻き込んで複数同時に動くことによって発生すると考えられるようになった。例えば東北地方太平洋沖では、1968年に発生した十勝沖地震で破壊された二つのアスペリティのうち、南側は1931年、1994年にも破壊されたと考えられた。先述した宮城県沖地震では、1933年、1936年、1937年に相次いで発生したマグニチュード7クラスの地震でそれぞれ破壊されたアスペリティ全体が1978年宮城県沖地震で破壊されたと考えられ、2005年に発生した地震によって1936年の地震とほぼ同一のアスペリティが破壊されたと見られるが、まだ破壊されていないアスペリティが残っているものと考えられた。そして時には1793年に発生したM8.2と推定される地震のように、日本海溝沿いのアスペリティも連動することにより、より大きな地震が発生する可能性もあるとされた。つまり例えば宮城県沖地震を例に挙げれば、約30－40年の間隔で同一地域の複数のアスペリティがある時は単独で、またある時は連動して破壊される地震活動を繰り返していると判断された。
しかしこのような東北地方太平洋沖の地震活動についての解釈について、疑問の声がなかったわけではない。例えばひとくちに宮城県沖地震と言ってもアスペリティの破壊状況は様々であり、将来起こるであろう宮城県沖地震が既知のアスペリティモデルに合致している保証はないのではないかとの意見が出された。また宮城県沖地震によって開放されると考えられる太平洋プレート沈み込みに伴うひずみは、全てのひずみの約四分の一程度と試算されており、宮城県沖より南の福島県沖、茨城県沖には過去に巨大地震の発生が確認されていない地域が広がっており、それらの地域にも太平洋プレート沈み込みに伴うひずみの蓄積が想定されていた。つまりひずみの蓄積と地震によるひずみの解消との間に矛盾が見られ、その矛盾の解釈をめぐっては、プレート間に非地震性のすべりが生じているという考え方とともに、巨大地震によってひずみの解消がなされるとの可能性も指摘されていた。しかしこれまで東北地方太平洋沖の日本海溝でマグニチュード9クラスのプレート間地震の発生が知られていなかったこともあり、巨大地震の発生の可能性についての議論は深まらなかった。

### 貞観地震の警告
千島海溝に沿った北海道の十勝沖から千島沖にかけては、これまでマグニチュード8クラスの地震が、約数十年おきに比較的規則的に発生してきたことが知られていた。しかし東北地方沖から房総沖にかけての日本海溝付近では、三陸沖や宮城県沖ではこれまでマグニチュード8クラスの地震が発生したことがあったことは知られていたが、地震発生の間隔や規則性ははっきりせず、また福島県沖から房総沖にかけては、1677年に房総沖でマグニチュード8クラスの地震が発生したと考えられるが、福島県沖と茨城県沖ではマグニチュード7クラスの地震が時々発生することが知られているのみで、これまでマグニチュード8クラスの地震の発生は確認されていなかった。
東北地方から房総沖にかけての日本海溝沿いでは、869年に発生した貞観地震が記録に残る最も古い地震である。しかし16世紀以前の地震は、記録が残っていないなど資料不足が原因で欠落があるものと考えられている。そのため近年、津波による堆積物の調査、地震による地割れや液状化現象による噴砂の跡などを調査によって確認し、記録に残っていない過去の地震について把握する研究が進められるようになった。
中でも最も注目されたのが869年の貞観地震であった。貞観地震については、六国史の日本三代実録に陸奥国で大地震が発生し、巨大な津波が押し寄せたことが記されており、早くも1906年には「歴史地理第8巻第12号」に、吉田東伍による論文が発表された。吉田は日本三代実録の記述を詳細に分析、検討し、貞観地震が陸奥国に極めて大きな被害をもたらしたことを明らかにするとともに、貞観地震の真の姿を知るために更なる研究の必要性を訴えた。しかしその後貞観地震についての研究はなかなか進まなかった。事態が変化したのは1987年、仙台市若林区荒浜で貞観地震のものと考えられる津波堆積物が検出された後のことであり、吉田の指摘から80年以上が経過していた。1990年には仙台平野で検出された津波堆積物の内容から、貞観地震の際、仙台平野に2.5-3メートル程度の津波が押し寄せたとの研究が発表され、その後2002年から2009年にかけて地震調査研究推進本部による津波堆積物調査が行われるなど、2000年代に入って貞観地震による津波によって形成された津波堆積物などの研究、分析が進み、東北地方太平洋沿岸の広い地域に津波が押し寄せていた実態が明らかになってきた。また貞観地震以外の津波堆積物も検出され、東北地方太平洋沿岸には数百年－千年程度のスパンで巨大な津波が押し寄せていたことも明らかになってきていた。これら最近の研究成果を踏まえ、地震調査研究本部の地震調査委員会では貞観地震など過去に東北地方太平洋沿岸を襲ったと考えられる巨大地震を考慮に入れた地震予測の更新を検討していたが、その結論を待たずして東北地方太平洋沖地震が発生してしまった。

### 日本海溝と造構性侵食作用
東北地方の陸地は東西圧縮による隆起が確認されているが、東北地方の太平洋沖合いの地質調査では違った地殻変動が確認されている。東北地方の太平洋沖約1500-3000メートルの海底から、陸や陸近くの浅海で堆積したと考えられる礫岩が見つかったことなどから、東北地方太平洋沖地震の震源域は約3000万年前には陸地であったことが明らかとなった。またこの海底から検出された底棲有孔虫を調べてみると、年代が新しくなるにつれて水深が深くなっていったことが判明した。つまり東北地方太平洋沖の深海は約3000万年前には陸地であったが、継続的な沈降によって現在のような深海になったと考えられる。
この東北地方太平洋沖の深海で見られる沈降活動の原因は、日本海溝から沈み込む太平洋プレートによって東北地方が乗る陸側のプレートが削られる、造構性浸食作用が起こっているからであると考えられている。陸側のプレートは現在でも沈み行く太平洋プレートによって削られ続けており、沈降が続いていることを示す多くの正断層が確認されている。造構性浸食作用が日本海溝で起きていることから、日本海溝で超巨大地震が発生する可能性を想定されなかったことを批判する意見もある。沈み行く海のプレートが上盤の陸のプレートを削っていく造構性浸食作用が起こる理由を考えると、海のプレートと陸のプレートとの間の摩擦が大きい可能性が指摘できる。つまり日本海溝ではプレートの沈み込む場所の摩擦が極めて大きいことが想定され、プレート間が強く固着していることが推察できることによる。

### 比較沈み込み学と日本海溝のプレート間地震
2004年に発生したスマトラ島沖地震以前に知られていたマグニチュード9クラスの超巨大地震は、Mw9.5とされるチリ地震を始め、形成後比較的短い期間で海洋プレートが沈み込む場所で発生していた。この事実に注目し、プレートの沈み込み方と発生する地震の形態との関係を探る比較沈み込み学が提唱されるようになった。
比較沈み込み学ではチリのようなマグニチュード9クラスの超巨大地震が起こるチリ型の沈み込み帯から、巨大地震が発生しない伊豆・小笠原海溝やマリアナ海溝のようなマリアナ型の沈み込み帯まで、各沈み込み帯には巨大地震の起きやすさに差が見られるとした。例えば千島海溝はチリ型に近く、日本海溝、特に南部はマリアナ型に比較的近いのではないかと考えられた。
どうしてチリの沈み込み帯では超巨大地震が発生し、伊豆・小笠原海溝やマリアナ海溝では発生しないのか、これは沈み込む海洋プレートの年齢に原因があるとの説が唱えられた。チリのような形成後比較的短期間の若い海洋プレートが沈み込む場合、年齢が高い海洋プレートよりも温度が高くかつ密度が低いため、プレートの浮力が大きくなる。更に沈み込む角度が年齢が高い海洋プレートよりも小さくなるため、陸のプレートと海洋プレート間の密着度が高い上に接する面も広くなる。その上若いプレートは速度が速いため、大きなひずみが溜まりやすく超巨大地震を引き起こすとされた。
東北地方沖の日本海溝に沈み込む太平洋プレートは、海洋プレートの中でも特に古い、形成後約1億3000万年のプレートである。そのためプレート境界の密着度は低く、マグニチュード9クラスの超巨大地震は発生し得ないと考えられた。しかし2004年に発生した、Mw9.1のスマトラ島沖地震は、古いプレートの沈み込み帯で速度も遅い場所で発生しており、比較沈み込み学による巨大地震の発生仮説の有効性に疑問が生まれた。そこでそもそも過去数回しか知られていないマグニチュード9クラスの超巨大地震と、各プレート沈み込み帯の特性を結びつけるのにはデータ不足ではないかとの意見が出されるようになった。しかしスマトラ島沖の超巨大地震後も、比較沈み込み学による巨大地震の発生仮説には抜本的な見直しは行なわれず、日本海溝でマグニチュード9クラスの超巨大地震が発生する可能性について想定されることなく、2011年3月11日を迎えることとなった。

## 前震活動とみられる地震活動
2002年から2009年にかけて、東北地方太平洋沖地震の震源域である宮城県北部の太平洋沖に設置された海底地震計で観測された地震を分析すると、特定の地域に地震が集中して発生しており、日本海溝の最深部から約50キロ程度陸側ではほとんど地震の発生は見られなかった。また前震とみられる3月9日のM7.3の地震は、2002年から2009年にかけて多くの地震が発生した場所を震源として発生している。またこの場所ではこれまでもマグニチュード6クラスの地震がしばしば発生していた。

### 静穏化
2007年頃より M5 以上の地震回数が減少し『静穏化』現象が発生していた。また、2011年2月中旬ころより東北地方(陸域)全体の地震活動も低下していた。

### スロースリップ及び地震活動の活発化
東北地方太平洋沖地震の震源域となったアスペリティでは、非地震性を含むすべり現象が確認されている。GPSのデータ解析によれば1996年以降、本震震源域の南西において陸側プレートのすべりが加速していく現象が確認されている。
2011年2月半ば以降になると、本震震源付近で活発な地震活動が見られた。2011年2月13日から三陸沖では最大M5.5の地震活動が見られ、3月9日11時45分にはM7.3の地震が発生した。いずれも太平洋プレートと東北地方のプレートとの境界で発生した逆断層型の地震であり、特に3月9日の地震後には翌3月10日の6時23分に発生したM6.8の地震などM6クラスの地震が6回（9日と10日でそれぞれ3回ずつ、発生時刻の近接もあり（11時57分がM6.2、58分がM6.0））発生し、また3月9日のM7.3の地震発生から2日後の東北地方太平洋沖地震発生までの約2日間の間に、2008年9月からの約2年半の地震数27回を上回るするなど、極めて活発な地震活動が見られた。これは3月9日に20回(3月9日のM7.3の地震を含む)、3月10日に13回、本震が発生する前の3月11日にも3回三陸沖を震源とする前震と思われる地震活動があり、計36回もの地震記録が残されている。その後、本震が発生した後には三陸沖における地震活動が3月11日に6回(本震を除く)、3月12日に7回、3月13日以降はおおよそ1日間に1～2回程度まで減っている。
3月9日のM7.3の地震発生後、東北地方太平洋沖地震震源の北東約50×50キロメートルの範囲に地震発生域が拡大し、特に本震の震源となる南西方向への地震活動域の拡大が顕著になっていく。前震活動のスロースリップなどの余効滑りはMw6.8と計算されている。また2月半ばからの地震活動も本震の震源付近へと活動域が移動している。活発な地震活動が東北地方太平洋沖地震の震源方向へと拡大していったことは、3月9日11時45分に発生したM7.3の地震に代表される東北地方太平洋沖地震発生以前の地震活動が前震であった根拠の一つと考えられている。また3月9日から11日の本震までに発生した地震の多くは、沈み込んでいく太平洋プレートと東北日本の地殻が接するプレート境界面で発生していた。
このような非地震性のすべりや複数の地震によるすべりによって、強固に固着し数百年間のひずみを溜め込んだ震源域のアスペリティに継続的に力が加えられ、限界値に達して破壊が始まり、更に周囲の複数のアスペリティ―を巻き込むことによって超巨大地震になったと考えられている。

### b値の低下
3月9日以降の地震活動にはもうひとつの顕著な特徴が見られた。地震の発生数と規模は一般的に
logN = a－b log (M)
という式で表されることが知られている。ここでNはマグニチュードMの地震の数、a・bは対象となる地震により一定の係数となる。bは通常1に近い値を取る。これはマグニチュードが1増えると地震数は10分の一となることを示している。しかし前震では通常よりも小さな地震が少ないため、bの値が1よりも遥かに小さな値を取ることが知られている。日本海溝付近の地震のbは0.8程度とかなり小さめであるが、3月9日から11日までの地震活動ではbは約0.47であり、通常の1、日本海溝周辺の地震の0.8と比べて極めて小さな値であり、これは3月9日以降の地震活動が3月11日の東北地方太平洋沖地震の前震である有力な根拠であるとされている。
また、日本海溝周辺の地震についてのb値について詳しく検討してみると興味深い事実が明らかとなった。もともと日本海溝周辺の地震のb値は約0.8と小さめの値であることが知られていたが、1960年代から現在までbの値が減少し続けていた。これらの事実から、太平洋プレートの西進によってひずみの蓄積が進んだ日本海溝のプレート境界では、岩石にかかる圧力が増大することにより小さな地震が減少してきており、3月9日のM7.3の地震以降は、プレート間の破壊が徐々に進行して小さな割れ目が結合して大きな割れ目となる中で小さな地震数が顕著に減少して、3月11日の本震発生に至ったという経過が想定される。

## 本震のメカニズム
東北地方太平洋沖地震は、これまで日本付近で観測された中で最大のMw9.0を記録した。マグニチュード9クラスの超巨大地震が日本近海という地震観測網の整備が進んだ場所で発生したため、これまでにない精度が高いデータが大量に得られた。また前述のように超巨大地震が発生するとは考えられていなかった場所でMw9.0という規模の地震が発生したため、東北地方太平洋沖地震発生のメカニズムを知ることの重要性を多くの研究者が認識した事情が重なり、これまでに数多くの震源過程モデルが公表された。
しかしこれまで発表された震源過程モデル間にはかなりの差異が見られる。これは観測面の制約と超巨大地震の特性が影響している。地震波のデータから震源過程を分析する場合、震源域に近接した地域の近地強震波形を分析する方法と、震源域から約3000-一万キロ離れた場所で観測されたP波、S波などの実体波形を分析する方法の二つがある。まず近地強震波形は、今回の東北地方太平洋沖地震は、東北地方太平洋沖のプレート境界で発生したプレート境界型の地震であるため、陸地である東北地方を始めとする日本列島に稠密に張り巡らされている地震観測網によって詳細かつ大量のデータが取得されている。また超巨大地震であったため震源域が極めて広く、結果として東日本の多くの地域が震源域に近接していたため、震源過程の空間解像度が高いデータとなっている。しかし震源の東側は太平洋であるため観測地点が存在せず、南北方向の解像度は高いが東西方向の解像度がどうしても低くなってしまう。
一方、遠隔地で観測された遠地実体波形を分析する場合、超巨大地震であった今回の地震の場合、振動の継続時間が極めて長いため、例えばP波が続いている最中に後続波であるPP波などが到達してしまうことがあり、P波などの実体波を用いる震源過程の分析結果の解像度が低下するといった問題が発生する。
また地震波のデータを分析する以外にも、GPS、海底地殻変動などを利用して地震による地殻変動を分析する方法、そして地震によって誘発された津波のデータを用いて分析する方法がある。GPSを利用する場合、近地強震波形を分析する方法と同じく震源域の東側の観測地点が全く存在しないため、どうしても東西方向の解析精度が落ちてしまう。そこで海上保安庁海洋情報部によって設置されていた地殻変動観測点によって観測された海洋地殻変動データを追加することにより、より精度の高い結果を得ることが出来た。
Mw9.0の本震の特徴としては、最大すべり量が極めて大きい反面すべり域は南北約400-500キロ、東西約150-200キロとマグニチュード9クラスの地震としては狭いことと、震源の東側で長周期の波、西側では短周期の波を主に放出していて、長周期の波と短周期の波を放出した領域が異なっているという点が挙げられる。また地震全体としても周期0.5秒以下の極短周期の波が多く、建物に大きな被害を及ぼす周期1-2秒、そして数秒から数十秒という長周期地震動が少なかったという特色が見られる。

### 第一の破壊過程
多くの震源過程解析を総合すると、東北地方太平洋沖地震の震源過程は大きく三つの段階に分けられるとの分析が受け入れられている。震源は宮城県沖で、プレート境界面上の日本列島が乗る島弧地殻が、地殻からマントルに移り変わるモホ面付近であると考えられている。震源からまず第一の破壊が始まった。破壊方向は震源から全方向に広がっているが、特に西側の宮城県沖のプレート境界深部に広がった破壊が、宮城県や岩手県の強震観測で検出された第一のピークの短周期地震波をもたらしたと考えられる。宮城県沖の震源から広がった最初の破壊は約40秒間継続し、破壊速度は1.5㎞/s程度と見られ比較的ゆっくりしたもので、また破壊の規模は続く第二段階の破壊と比較して小さい。なお、第一の破壊過程を震源周辺の3秒間の破壊と、プレート境界深部の陸地方向へ向かう40秒の破壊の2つの過程に分けるとする研究もある。
震源付近の第一の破壊過程の変位は約15メートルと開析されている。これは2003年の十勝沖地震の変位の約2倍であり、後述の海溝軸付近の大規模な第二の破壊過程に先立つ第一の破壊の段階から、通常の大地震を上回る規模の地震であった可能性が高いとされる。

### 巨大な津波の主因となった第二の破壊過程
地震発生後約40秒後から100秒後までの第二の破壊過程は極めて大規模で、しかも比較的狭い地域で発生した。この第二の破壊による最大変位量は小さな推定でも30メートル以上、大きな推定では85メートルに及び、解析結果同士の数値にばらつきは見られるものの、2004年のスマトラ地震における最大変位量が約15メートルと推定されていることと比較しても、非常に大きな破壊が発生したのは間違いないと考えられる。この大きな破壊は比較的狭い地域で起こっており、120×40キロという狭い範囲から放出されたエネルギーが、地震全体のエネルギーの約60パーセントに当たるとの解析もなされている。
第二の破壊過程で最も大きな破壊が起きたのは、多くの地震波の解析によれば震源より東側の日本海溝に近い比較的浅い場所となっているが、少数だが震源より西側の破壊が大きいとの解析結果もある。多くの解析結果に従うと地震発生後約40秒から80秒後にかけて、震源東側の日本海溝付近の比較的浅い場所で極めて大規模な破壊が進行し、主にゆっくりとした変動に伴って発生する長周期の地震波が放出された。GPS、海底地殻変動、そして津波のデータから分析された地殻変動からも、震源東側の日本海溝付近で極めて大きなすべりが発生したことが示されており、日本海溝付近のプレート境界で数十メートルのすべりが発生した可能性が高い。
地震発生後約60秒から100秒後にかけて、今度は地震の破壊が再び西側に広がった。第一の破壊で震源の西側に破壊が広がったことを考えると、震源西側は第一回と第二回の破壊が折り重なるように発生したことになる。西側に広がった第二回の破壊は日本海溝沿いの大規模な破壊と異なり、短周期の地震波中心のものであり、宮城県や岩手県内の強震観測で検出された第二のピークの短周期地震波に当たると考えられている。またこの西側に広がった破壊によって、宮城県沖地震の想定震源域付近も破壊が進行したと見られている。
なぜ第二の破壊過程で数十メートルにも及ぶ大きなすべりが発生したのかについては、いくつかの仮説が提唱されている。まずこれまでに例えば大きなすべりが発生した場所には極めて固着が強いアスペリティが存在していて、数百年に一度そのアスペリティが破壊される際には、周囲を広く巻き込み超巨大地震となるというモデル、東北地方太平洋沖は全体的に普段はアスペリティとはならないが、条件が揃うとアスペリティとなるような場所であり、その中に小さく強いアスペリティが散らばっている構造をしており、通常は小さく強いアスペリティがマグニチュード7クラスの地震を起こしているが、条件が揃うとアスペリティが一気に破壊され巨大地震が発生するという、アスペリティに階層が存在するというモデル、今回の東北地方太平洋沖地震ではすべりの摩擦熱によってプレート間の水が膨張して間隙圧が上昇してしまい、通常よりも大きなすべりが発生してしまったというモデル、そして今回の地震ではすべり面の上盤が軟らかく、かつ極めて地下の浅い場所まで破壊が進行して最終的には日本海溝まで突き抜けてしまったため、歯止めが利かなくなって断層がすべり過ぎるダイナミック・オーバーシュートと呼ばれる現象が発生したなどのモデルが提唱されているが、現在のところまだよくわかっていない。なお前述のように地震発生直後の震源域での変位量自体が通常の大地震よりも明らかに大きいため、上記の仮説のうち摩擦熱が大きなすべりを誘発したとの説は成立し難いとの意見が出されている。
またこの非常に大きな破壊が東北地方太平洋沖地震が極めて大きな津波をもたらした大きな原因の一つとなった。特に三陸沿岸中心に大規模な被害をもたらした短周期かつ振幅の大きな津波は、日本海溝付近の大規模なすべりによって発生したものと考えられている。また第一の破壊過程、第二のうちで震源より西側の破壊過程はゆっくりとした水位上昇を起こす津波を励起させたと見られている。

### 第三の破壊過程
地震発生後約100秒以降は、震源より南方の福島県沖、茨城県沖へと破壊が進行した。破壊の規模は第二の破壊過程よりも小さかったが、福島県から関東地方に渡って強い振動をもたらした。地震発生後約150秒で破壊は終了するが、約150秒間の間に発生した第一から第三の破壊過程により、宮城県から茨城県に至る南北約300キロに渡って震度6強以上の極めて強い地震動が観測された。そして海洋科学研究開発機構による海底下の地下構造調査結果と東北地方太平洋沖地震の破壊過程を比較してみたところ、千葉県銚子沖付近のフィリピン海プレートが太平洋プレート上に乗る場所で破壊が止まったと考えられ、フィリピン海プレートの北東端が東北地方太平洋沖地震のすべりの広がりを止めたと見られる。

### 強震動発生域と変位量の大きな地域とのずれ
東北地方太平洋沖地震の地震動の解析により、強い地震の揺れを起こした場所が少なくとも5つあることが確認されている。強震動は地震発生後約15.6秒後に宮城県はるか沖で起こり、続いて66.4秒後には三陸沖中部、68.4秒後には宮城県沖、そして109.7秒後に福島県沖、最後に118.2秒後に茨城県沖で起きている。この強震動の発生域は大きなすべりを起こした海溝軸付近とは異なり、本震よりも陸側のプレート境界の深い場所、地殻とマントルとの境目付近である。これらの強震域はこれまでマグニチュード7から8程度の地震におけるアスペリティと考えられていた場所とほぼ同一であり、これはプレート深部のマグニチュード7から8クラスの地震を起こす複数のアスペリティが、海溝軸付近の大きなすべり域と連動して破壊されたことを示している。

### 超巨大地震のスーパーサイクル
Mw9.0の東北地方太平洋沖地震の発生によって、プレート境界では普段はMw7-8程度のプレート境界型地震が起きているが、それらの地震では開放しきれないひずみが長年蓄積することによって、何回かに一回はひずみを一気に開放するMw9クラスの超巨大地震が発生するとの説がクローズアップされるようになった。これまでもMw7-8程度のプレート境界型地震が何回か発生するうちに、普段よりも規模が大きい地震が発生することは、チリ付近の地震やスマトラ沖での地震の履歴についての調査、日本でも相模トラフによる関東地震、南海トラフによる東海地震、東南海地震、南海地震、そして北海道東部の千島海溝で発生する地震などで研究が進められていた。Mw7-8程度の巨大地震が繰り返し発生するプレート境界では、それらの地震では開放しきれないひずみが蓄積することによって、何回かに一度Mw9クラスの超巨大地震が発生するという、巨大地震と超巨大地震が階層的に発生する現象が普遍的に見られる可能性が指摘されており、この階層的な地震発生のサイクルはスーパーサイクルと呼ばれている。つまり東北地方太平洋沖地震はスーパーサイクルにおける超巨大地震と考えられる。
また東北地方太平洋地震後、千島海溝や日本海溝で発生した超巨大地震によって引き起こされた津波の堆積物調査が北海道や東北で進められ、また本州、四国、九州の太平洋沿岸では南海トラフで発生する超巨大地震による津波の堆積物調査が進められている。その結果、北海道や東北地方の各地の海岸では、かつて発生した大津波による堆積物が数多く検出され、その結果から日本海溝から千島海溝にかけては、岩手県南部から茨城県にわたって大きなすべりが発生した東北地方太平洋沖地震の震源域以外に、岩手県から青森県沖、そして北海道の襟裳岬沖から根室沖、根室沖から色丹島沖にかけてという4つの超巨大地震発生域があって、それぞれ数百年から千数百年の間隔で超巨大地震を発生させてきたとの仮説が提唱されている。

### 千島弧の作用とスーパーサイクル
前述のように現在の東北地方は太平洋プレートが東側から潜り込む力が卓越しているため、北米プレート系の千島弧が北東方面から押す力は見えにくくなっている。しかし北東側からの圧力は継続しており、東北地方には北西-南東方向に走る断層系も発達している。これらの断層は大地震のアスペリティ間の境界となっており、通常は北西-南東方向の断層で仕切られたアスペリティの中でマグニチュード7から8クラスの大地震が発生し、発生場所はアスペリティ間を移動していく。
しかし北西-南東系の断層群は千島弧の動きに伴ってひずみを溜め込み、次第に断層面の固着が高まっていく。固着がある程度以上高まっていくと、海底にある断層系ではそれまで断層の割れ目から海底へと流出していた水が排出されにくくなり、プレート間に流体圧が高まっていくことになる。そのような状況下でプレート境界で最も固着が強いアスペリティの破壊が始まると、通常は断層を境として別々に地震を発生させるアスペリティ同士が連動して東北地方太平洋沖地震のような、マグニチュード9クラスの超巨大地震になると考えられる。

### 地震断層
震源域で行った深海調査研究船「かいれい」による反射法地震探査調査や海洋調査船「かいよう」による音響測深機を用いた地下構造や海底地形の調の結果、太平洋プレートと北米プレートの境界付近をすべり面とした地震断層の破壊は、副次的な断層を形成しつつ海溝軸の海底まで到達していた。
2013年の地球深部探査船「ちきゅう」による探査によると、プレート境界面での粘土層の厚さは5m程度であり、摩擦熱で粘土層の水が膨張しプレートが滑りやすくなるサーマル・プレシャライゼーションが起こった可能性が指摘されている。

## 津波のメカニズム
巨大な津波を発生させた原因は海溝軸まで及んだ海底の変位で、変位量は海溝陸側が東南東方向に50mの水平移動と、7mから10m隆起したことにあると推定されている。
海底の詳細な調査は海洋研究開発機構を中心とした研究グループによって行われ、有人潜水調査船「しんかい6500」、深海調査船「かいれい」、無人探査機「かいこう7000-II」、地球深部探査船「ちきゅう」、地球:研究船「みらい」などの装備により潜水、ボーリング、マルチチャンネル反射法探査システムにより多面的な調査が行われた。その結果、プレート境界の岩石サンプルの採集を行い､、設置した温度計で断層面及び近傍の残留摩擦熱の温度変化を長期（9ヶ月間）にわたり直接計測し、滑りを生じた粘土層での摩擦発熱による間隙水圧上昇現象の証拠や、地震断層と地震履歴を残した変形構造として海底地すべりの発生を示唆するタービダイトや堆積地形などが確認されている。

### 巨大な津波による深刻な被害

東北地方太平洋沖地震によって観測された日本各地の津波の高さ

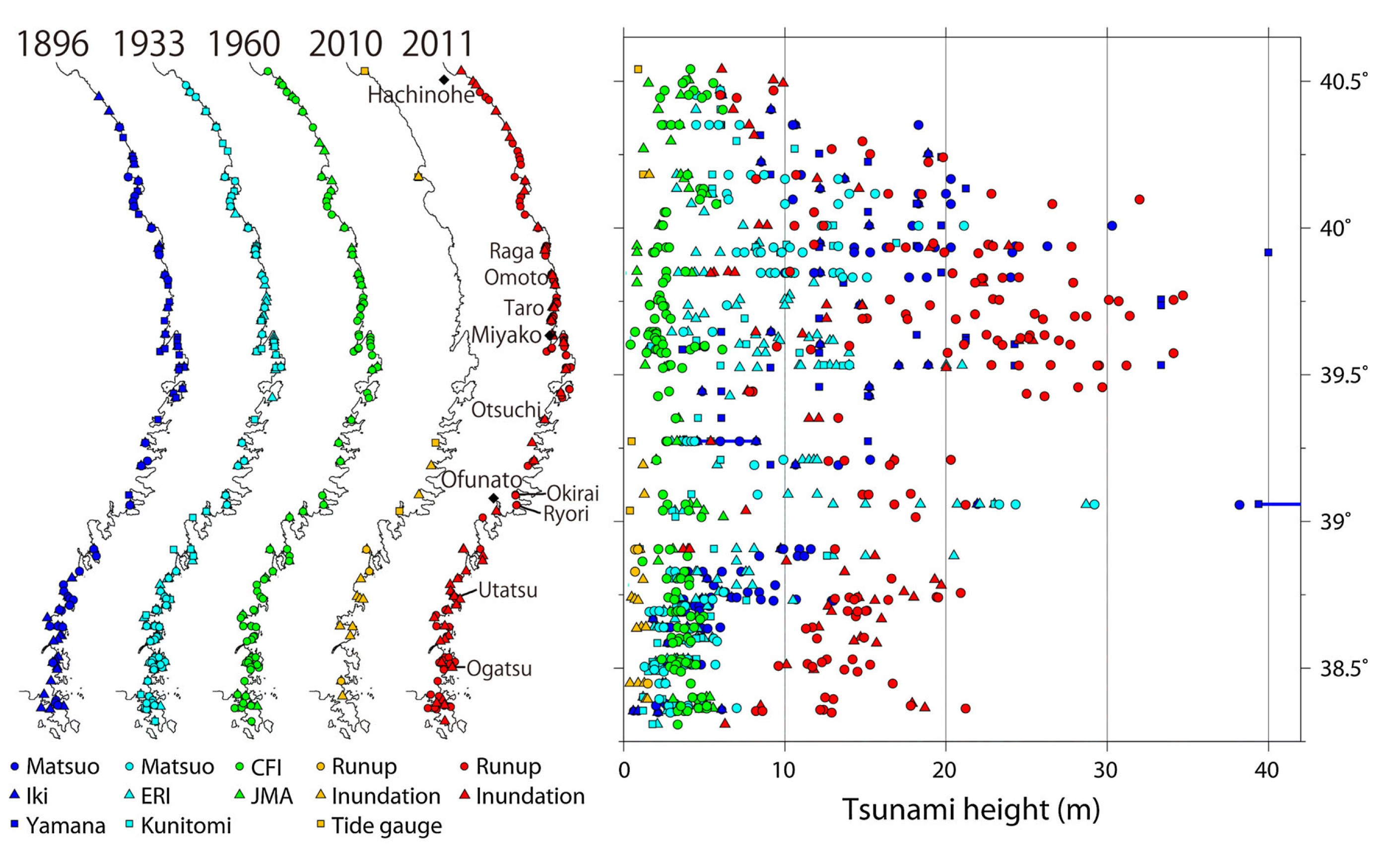
三陸海岸における、1896年・1933年・1960年・2010年・2011年の津波の高さの比較。

東北地方太平洋沖地震によって極めて大きな津波が発生した。土木学会海岸工学委員会・地球惑星連合等の関係者らで組織された東北地方太平洋沖地震津波合同調査グループの調査結果によると、東北地方太平洋沖地震による津波の最高遡上高は岩手県大船渡市綾里湾で確認された40メートルであり、岩手県北部から宮城県南部までの約200キロの海岸線で20メートルを越える津波の痕跡高、そして10メートルを越える痕跡高は南北約530キロで確認されている。また遠く四国では3メートル、九州でも1メートルの津波を観測しており、極めて広範囲に大きな津波が押し寄せていることが確認されている。また岩手県の一部では1896年の明治三陸地震津波とほぼ同規模の津波であったが、他の地域では明治三陸地震津波、そして1933年の昭和三陸地震津波を上回る規模の津波となっており、過去の津波と高さ、そしてその影響範囲の広さについて比較してみても、東北地方太平洋沖地震による津波の巨大さがわかる。
津波による甚大な被害の一例としては、まず約2万人に及ぶ死者・行方不明者の9割以上が津波による犠牲者である点が挙げられよう。また多くの家屋の流出、鉄道、道路等交通機関の破壊、561km2にも及ぶ浸水被害、更には東京電力福島第一原子力発電所で発生した重大な原子力事故（福島原発事故）の原因となる等、東北地方太平洋沖地震による津波災害は極めて深刻である。
東北地方太平洋沖地震の特徴の一つとして、他の地震被害と比較して津波被害の大きさが際立っていることが挙げられる。例えば地震によって大きな被害をもたらす要素としては、建物の崩壊、土砂崩れに伴う土砂災害等が挙げられるが、東北地方太平洋沖地震による地震動は周期0.5秒以下の極短周期の波が多く、建物に大きな被害を及ぼす周期1-2秒の地震波と、超高層ビルや石油タンクといった大構造物に大きな被害を与える、周期数秒以上の長周期地震動が比較的少なかったので、超巨大地震であった割には建物被害は比較的少なかった。また寒冷地である東北地方の家屋は比較的耐震性が高いと考えられ、そのことも建物被害が比較的少なかった原因と見られている。また今回の地震に最も隣接した東北地方太平洋沿岸付近にある北上山地や阿武隈山地では大規模な土砂災害の発生は極めて少なく、むしろやや離れた福島県白河市付近や栃木県那須烏山市周辺などで土砂災害が多く発生した。北上山地や阿武隈山地は地質的に土砂災害が発生しにくいことと、東北地方太平洋沖地震発生前に降水量が少なかったことが、地震の規模から想定されるよりも土砂災害が少なかった原因と考えられている。

### 津波の発生モデル
Mw9.0という超巨大地震が海底を震源域として発生したら、必然的に巨大な津波が発生する。東北地方太平洋沖地震の地震波から解析した断層すべりモデルと、GPS、海底地殻変動など測地学的な分析による断層すべりモデルは比較的良く一致している。もし津波地震のような地震であったならば、測地学的な断層すべりモデルが地震波を解析したモデルよりも有意に大きなすべりを示すものと考えられ、このことから東北地方太平洋沖地震は津波地震ではなく、基本的には普通の地震であったと見られている。
岩手県釜石市の沖合いに設置されている海底水圧計で、海岸線に到達する前の津波が観測された。まず海岸から約70キロ、水深約1600メートルの場所にある海底水圧計TM1では、2011年3月11日の14時46分 (JST) の地震発生後、約5-6分の間に約2メートルの海面上昇が確認された。これは津波の第一波であった。続いて14時58分から約二分という短い時間に更に3.5メートルの急速な海面上昇が確認された。これが津波の第二波であった。TM1に続いて海岸から約40キロ、水深約1000メートルの海底水圧計TM2でも、TM1から約5分遅れで同様の海面上昇が確認された。津波は外洋から沿岸へ向かうにつれて波高を増す性質があり、海岸から70キロの時点で5メートルを越す津波は沿岸でその数倍の高さにまで増幅され、沿岸部に甚大な被害をもたらすことになった。
東北地方太平洋沖地震による断層すべりモデルと、海底水圧計、波浪計、験潮所などで観測された津波のデータから、プレート境界のやや深い部分のすべりによって発生した津波がゆるやかに海面が上昇をした第一波で、比較的長周期の波長を持った津波であり、続く短時間で海面が急上昇した第二波は、日本海溝付近の浅い部分が大きくすべったことによって発生した津波で、短周期かつ振幅の大きな津波であったと考えられた。またプレート境界のやや深い部分のすべりによる第一波は、波長が長いゆるやかな海面変化を引き起こし、仙台平野や石巻平野のような平野部を数キロに渡って浸水させた津波となり、これは9世紀に仙台平野や石巻平野を広範囲に水没させた貞観地震による津波による津波に類似しており、短周期で高い波高を持った第二波は、1896年の明治三陸地震による津波のように、三陸沿岸に高いところで30メートルを越える極めて波高の高い津波となって押し寄せた。つまり東北地方太平洋沖地震では、波長が長くゆるやかな水位上昇で平野部奥深くまで浸水させた貞観地震タイプの津波と、短い波長で急速かつ高い海面上昇をもたらす明治三陸地震津波の両方の性質を持った津波が発生し、三陸海岸ばかりではなく、仙台平野など平野部でも甚大な被害をもたらした津波となった。

## 大規模な地殻変動
| 地震前後および地震後の地殻変動（水平）を示した図 |  | 地震前後および地震後の地殻変動（水平）を示した図 |
| 地震前後および地震後の地殻変動（水平）を示した図 |  |                                                  |

東北地方太平洋沖地震によって、極めて大規模な地殻変動が起こった。まず東北地方を中心とした東北日本全体が東に引っ張られ、かつ東北日本太平洋沿岸一帯が沈降した。最も大きな変位が観測されたのが宮城県の牡鹿半島で、東南東に約5.3メートル移動し、また約1.2メートル沈降した。また東北地方太平洋沿岸は軒並み数メートル東南東ないし東に移動し、数十センチから約1メートル沈降した。一方、東北地方の日本海沿岸は約1メートル程度しか移動していないため、東北地方全体としては最大で約4メートル程度引き伸ばされたことになる。そして茨城県南部から千葉県にかけては、2011年3月11日の15時15分に発生した最大余震による変動が、本震による変動を上回っている。
また東北大学と海上保安庁の海洋地殻変動観測点における観測結果では、宮城県沖の日本海溝の海溝軸に最も近い観測点では、東南東方向に31メートル移動しており、そして3.9メートルの隆起が観測された。また大きな変位が観測された観測点から少し離れると変位量が目立って減少していた。これらのことから宮城県沖の日本海溝の海溝軸では極めて大きなすべりが発生していることと、大規模なすべりが発生した地域は宮城県沖の海溝軸付近に限られると考えられる。
先述した通り、東北地方は約300万年前から基本的に隆起が続いていると考えられるが、ここ約100年の測量結果では太平洋沿岸のほとんどの地域で沈降が観測されている。そのため東北地方太平洋沿岸一帯を隆起させる未知の大規模なプレート間のすべりの存在が想定されていたが、東北地方太平洋沖地震では東北地方の太平洋沿岸一帯で顕著な沈降が発生しており、地形学的な観察結果と測地データ間に見られた矛盾の解消どころか更に矛盾が深まることになった。この矛盾の解決としては、やはり東北地方の太平洋沿岸の近くに未知の活断層があって、その活断層を震源とする未知の巨大地震が存在するという考え方、沿岸部を隆起させるプレート境界の深い部分で発生する地震によらないスロースリップがあるという考え方、そして東北地方太平洋沖地震の後に続く余効変動によって隆起が発生するなどといった可能性が指摘されている。中でも特に余効変動による隆起活動の継続を有力視する意見が多く出されているが、東北地方太平洋沖地震後に実際に観測されている余効変動による隆起量では、ここ数十年間で地震による沈降と地震前から続いている沈降を上回る隆起が起こるとは考えにくいとの結果が出されている。
一方、東北地方を東西から圧縮する力については、最近のGPSによる観測結果では東北地方に年30-50ミリ程度の短縮が観測されていた。地形学によれば年に数ミリ程度の短縮が推定されていて、実測値の短縮が理論値を大きく上回っており、東北地方太平洋沖地震によって東北地方が東西方向に最大で約4メートル引き伸ばされたことは、通常時に東西方向に大きく圧縮されていた東北地方が、今回のような巨大地震によって引き伸ばされることが明らかになったことによって、観測値と地形学の整合性が取れるようになったとの評価もなされている。しかし先述したように過去約100年間に東北地方はほぼ伸縮していないかむしろ伸長しているとの観測データもあり、このデータに従えば、100年以下のスパンで発生するマグニチュード7ないし8程度の地震によって、通常期に見られる東西短縮が解消されるとの解釈も可能であるため、矛盾が完全に解決を見たわけではない。

## 余震活動と余効変動

### 大きな余効変動
大きな地震の発生後も地殻変動が継続する現象を余効変動と呼ぶ。2011年3月11日に発生した東北地方太平洋沖地震の後も、プレート間がゆっくりとすべり続ける余効変動がGPS観測網によって検出されている。例えば岩手県山田町では地震後約5か月で東側に約72センチの移動が見られ、千葉県銚子市ではやはり5か月で東側に約42センチの移動が検出されている。この余効変動は本震時と同じく、陸側のプレートが太平洋プレートにせり上がるすべりである。このため東北日本は圧縮される力が働いていた地震前とは異なり、引っ張られる力がかかるようになっている。このためこれまでの圧縮力がかかるなかで地震が発生していた関東や東北地方では、本震からちょうど1ヶ月後の4月11日にいわき市で発生したM7.0の福島県浜通り地震のように、引っ張られる力による正断層型の地震が起きるようになった。
GPS観測網によって観測された余効変動は三陸沿岸部や銚子付近で大きく、地震本体で大きくすべった場所の北部や南部、そして深部のプレート境界部分、つまり地震本体によるすべりの周辺に主に見られ、逆に日本海溝周辺のように大きくすべった場所ではあまりすべりが見られない。そして東北地方の日本海側でも最大で40センチ程度の東側への動きが見られ、余効変動による地殻変動は東北地方太平洋沖地震本体のものよりも広い範囲に及んでいる特徴がある。また余効変動は極めて大きく、地震後に観測されたすべり量は約5か月でMw8.5、2年間の放出量は Mw8.6と推定されている。
余効変動では東に引っ張られる動きとともに上下の動きも検出されている。宮城県以南の太平洋沿岸では隆起が観測されており、地震後約6か月で一番隆起が大きかったのが宮城県内陸部で、約13センチの隆起が検出されている。一方、岩手県沿岸部や秋田県、山形県の内陸部では沈降が検出されている。つまり上下動に関しては、広範囲で沈降が見られた地震本体での地殻変動とは異なった様相が観測されている。また先述したように地震前に沈降が観測され、地震本体によっても沈降した東北地方太平洋沿岸では、余効変動によって今後大きく隆起する可能性が指摘されている。これは1964年に発生したMw9.2のアラスカ地震では地震発生後50年近くが経過した現在でも余効変動が続いていることなどから、マグニチュード9クラスの超巨大地震では長い間余効変動が継続すると考えられていることが根拠となっているが、東北地方太平洋沖地震の場合、地震後時間が経過するつれて余効変動は小さくなっており、観測値からは、現在のところ余効変動によって東北地方太平洋沿岸が大幅に隆起することは考えにくいとされている。

### 極めて活発な余震活動

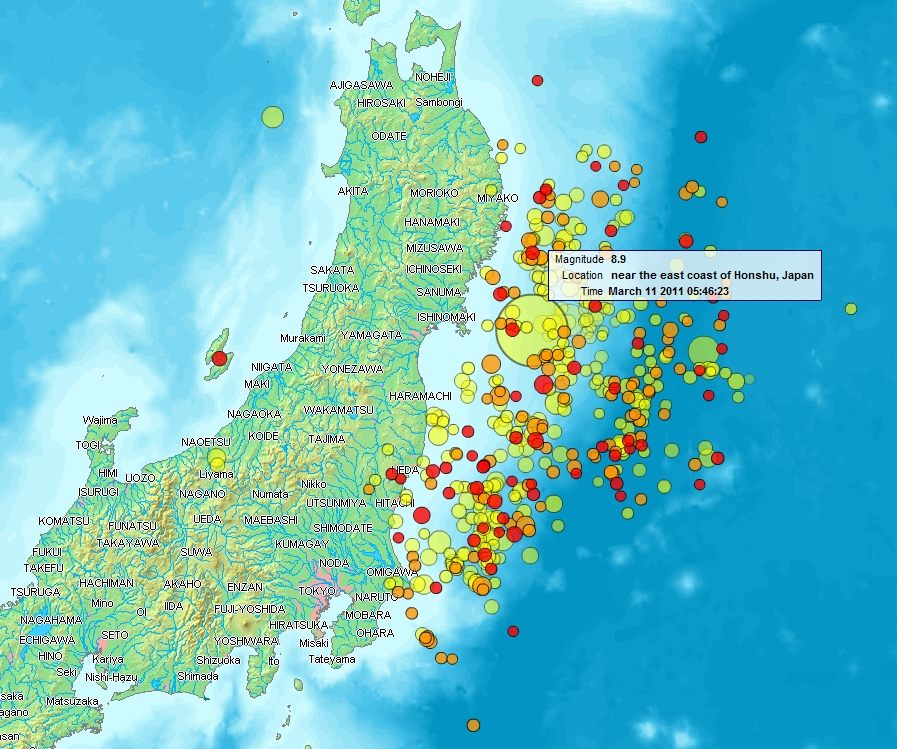
3月11日から14日までの本震・余震の震源地

2011年3月11日の東北地方太平洋沖地震発生後、極めて活発な余震活動が震源域とその周辺で発生した。本震発生後約20分後には震源域北端に近い岩手県沖でM7.4、本震の約30分後にはこれまでの中で最も大きなM7.6の余震（最大余震）が震源域の南端に近い茨城県沖で発生し、更に4月7日には宮城県沖でM7.2の余震が発生した。また余震の回数はこれまでで最も多くの余震が観測された1994年に発生した北海道東方沖地震の余震数を大きく上回った。
東北地方太平洋沖地震の本震は、プレート境界で発生した低角逆断層地震であるが、余震は本震と同じメカニズムの地震ばかりではなく、正断層や横ずれ断層タイプの地震も多い。これは多くの余震は巨大な本震によって、本震を引き起こしたプレート境界周辺にひずみが生じたことによって発生していることを示している。
余震の発生場所については、本震発生後時間を経過するにつれて拡大する傾向が見られる。特に震源域南側の茨城県から千葉県房総半島の沖合へ広がっている。また震源の深さに着目してみても、余震は本震の震源域となったプレート境界やその周辺に広く発生しているが、3月9日から11日までに発生した前震と見られる地震がほとんど見られなかった、東北日本が乗る島弧地殻の深部にあるマントル部分と沈み込む太平洋プレートが接する付近で多くの余震が発生しており、この余震が活発な領域は大きな余効変動が見られる震源域の南部、そして深部のプレート境界と一致しており、東北地方太平洋沖地震の後の余効変動が大きな場所で活発な余震活動が発生している。一方多くの前震が発生した地殻と沈み込む太平洋プレートの境界部分で発生する余震は比較的少なく、発生している余震も多くがプレート境界より浅い地殻内で発生している。また東北地方太平洋沖地震発生前、前震活動ともにほとんど地震活動が観測されていなかった日本海溝の海溝軸付近では、沈み込む太平洋プレート内で余震活動が見られるようになったものの、やはりプレート境界部分ではほとんど地震の発生がない。日本海溝付近は本震時に数十メートルに及ぶ大規模なすべりが発生したものと考えられており、そのような大きなすべりが発生した場所でほとんど余震活動が見られない理由としては、この部分は通常時には極めて強いプレート同士の固着があり、東北地方太平洋沖地震後すぐに強固な固着が復活してしまった可能性が指摘されている。

### 余震と誘発地震
2011年3月11日の東北地方太平洋沖地震の発生直後から、震源域やその周辺ばかりではなく、東日本一帯を中心とした広い範囲で地震活動の活発化が見られた。例えば3月12日に発生したM6.7の長野県北部地震を始めとする新潟県や長野県の県境付近や、秋田県の内陸部及び日本海沖、福島県と茨城県の県境付近（福島県浜通り・中通り・茨城県北部）、そして静岡県東部（静岡県東部地震）などである。これら広範囲で見られる東北地方太平洋沖地震の影響で発生したと考えられる地震のことを誘発地震と呼ぶ。一方、岩手・宮城内陸地震と新潟県中越沖地震の余震域や猪苗代湖の南側など、東北地方太平洋沖地震前よりも地震活動が静穏化したと考えられる地域もある。
誘発地震はこれまで東西から圧縮する力がかかっていた東日本が、一転して引っ張られる力がかかるようになるなど、超巨大地震の発生によって日本列島、特に東日本ではこれまでと地殻にかかる力が変化したため発生するようになったと考えられている。東北地方の場合、本震によって太平洋プレートの沈み込みによるひずみが解消されたため、残存している北米プレート系の千島弧による北東方面からの力と本震による応力変化とが重複して、これまでとは異なる地震活動が活発化した。東北地方太平洋沖地震後に地震活動が活発化した地域では正断層や横ずれ断層型の地震発生が目立っており、例えば本震から1ヶ月後の4月11日に発生した福島県浜通り地震は、東西に引っ張られる力が働くことによって発生した正断層の地震である。またこの地震は福島県と茨城県の県境付近で活発化した誘発地震の一環とも、東北地方太平洋沖地震震源域付近で発生した余震であるとも言える。誘発地震と余震との区別ははっきりしない面があり、東北地方太平洋沖地震によって日本列島にかかる力が変化することによって発生する誘発地震も「広義の余震」と言うことができる。
なお、東北地方太平洋沖地震後に地震活動が活発化した地域は、東北日本弧の中でも日高沖構造線から柏崎-銚子沖構造線の間に集中している。この地域は約2000万年前からの日本海の拡大によって大陸から分離されたブロック地塊であり、この大きな地塊が東北地方太平洋地震によって全体的に日本海溝側に引っ張られたことを示唆している。
また誘発地震の一種として、日本海溝に沈みこむ太平洋プレート上で発生するアウターライズ地震の発生も警戒される。これは東北地方太平洋地震の発生によって、太平洋プレートには引っ張られる力がかかるようになったため、プレート内で発生する正断層型の地震のことである。実際、本震発生後約40分後に太平洋プレート内でM7.5の正断層型の地震が発生したが、東北地方の太平洋沖では1933年に発生した昭和三陸地震がアウターライズ地震であると考えられ、また2006年11月15日に発生したMw8.3の千島列島沖地震の約2ヵ月半後に、Mw8.1のアウターライズ地震が発生している。